# Stewart Goodyear
Stewart Goodyear (Toronto, febrero de 1978) es un pianista de concierto y compositor canadiense. Es más conocido por haber interpretado las 32 sonatas de Beethoven en un solo día, una hazaña que ja realizado en el Koerner Hall (Toronto), el McCarter Theatre (Princeton), el Mondavi Center (Davis, California), el AT&amp;T Performing Arts Center (Dallas) y el Memorial Hall (Cincinnati).

## Primeros años y educación
Goodyear nació y creció en Toronto, de madre trinitense y padre británico. Nunca conoció a su padre, quien murió de cáncer un mes antes de que Stewart naciera. Sin embargo, Goodyear creció con los LP de su padre, que incluían música de The Beatles, Led Zeppelin, Santana y las sinfonías de Beethoven y Tchaikovsky. Ha dicho que escuchar a Beethoven fue lo que lo impulsó a ser un artista clásico.
Goodyear tuvo un acercamiento al piano a los tres años y a los cuatro tocaba de oído un piano de juguete. Después de que su familia compró un instrumento de tamaño completo, tomó lecciones y aprendió música general como estudiante en la escuela para niños del coro de la Catedral de San Miguel en Toronto (St Michael's Choir School). Goodyear se graduó de la Escuela Glenn Gould del Conservatorio Real de Música de Toronto a los 15 años. Allí estudió con James Anagnoson, quien más tarde se convirtió en decano de la escuela. Goodyear asistió al Instituto Curtis de Música en Filadelfia, donde estudió con Leon Fleisher, Gary Graffman y Claude Frank. Asistió a la Juilliard School de Nueva York, donde estudió con Oxana Yablonskaya y obtuvo una maestría en interpretación de piano.

## Carrera
Goodyear ha interpretado como solista con la Orquesta Filarmónica de Nueva York, la Orquesta Sinfónica de Chicago, la Orquesta Sinfónica de Pittsburgh, la Orquesta de Filadelfia, la Orquesta Sinfónica de San Francisco, la Orquesta Filarmónica de Los Ángeles, la Orquesta de Cleveland, la Academia de St. Martin in the Fields, la Orquesta Sinfónica de Bournemouth, la Orquesta Sinfónica de la Radio de Frankfurt, la Orquesta Sinfónica de la Radio MDR de Leipzig, la Sinfónica de Montreal, la Orquesta Sinfónica de Toronto, la Orquesta Sinfónica de Dallas, la Orquesta Sinfónica de Vancouver, la Orquesta Sinfónica de Atlanta, la Orquesta Sinfónica de Baltimore, la Orquesta Sinfónica de Detroit, la Orquesta Filarmónica de Orlando, la Orquesta Sinfónica de Seattle, la Orquesta del Festival Mostly Mozart, la Orquesta Filarmónica Real de Liverpool y la Orquesta Sinfónica NHK.
Es un músico clásico contemporáneo que improvisa cadencias al interpretar conciertos clásicos. Goodyear suele meditar durante media hora antes de tocar en vivo. Otros rituales previos al concierto incluyen leer una biografía de bolsillo de Beethoven y revisar la portada del álbum de los Beatles With the Beatles antes de interpretar a Gershwin. Goodyear ha citado a Leonard Bernstein como una influencia particular, diciendo: "Bernstein es el músico clásico del siglo XX que más admiro. Se inspiró en todos los estilos de música y, al igual que Beethoven, desafió las convenciones, creó su propia música y se comunicó con audiencias de todos los grupos demográficos".
En 2020, Goodyear tocó en el programa de televisión de PBS Now Hear This, donde Scott Yoo presentó un segmento de una hora sobre Mozart.

## Composiciones
- Solo (una suite para violín solo)
- Baby Shark Fugue[14]
- Quinteto con piano (Hommage a Beethoven)
- Suite Callaloo (para piano y orquesta)[15]
- Concierto para violonchelo[16]
- Count Up (fanfarria)[17]
- Dogged by Hell Hounds[18]
- Go Down Death[19]
- Panorama[20]
- Cuarteto para piano[15]
- Sonata para piano[21]
- Variaciones sobre Eleanor Rigby[21]